# Raadsherenpark
Het Raadsherenpark is een park gelegen op het grondgebied van de Belgische gemeente Vosselaar, maar in handen van de stad Turnhout. Het park  bestaat voor zes hectare uit speelbos en voor drie hectare uit natuurreservaat.

Verhuur Lokalen: Het Paradijs
De exploitatie van de gebouwen gebeurt door de Jeugddienst van Stad Turnhout via een retributiereglement.
Voor meer info: http://www.turnhout.be/raadsherenpark